# Eugénie Cotton

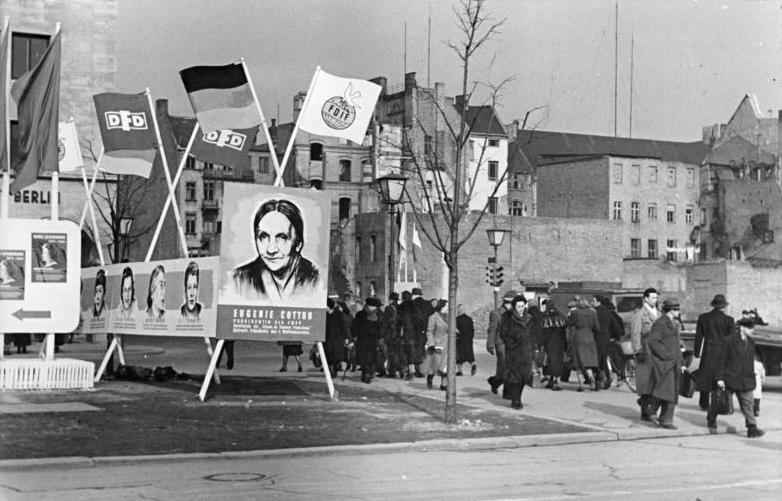
Eugénie Cotton auf einem Transparent einer Demonstration Unter den Linden 1951

Eugénie Cotton, geborene Eugénie Élise Céline Feytis, (* 13. Oktober 1881 in Soubise; † 16. Juni 1967 in Sèvres) war eine französische Naturwissenschaftlerin und internationale Frauenpolitikerin.

## Leben

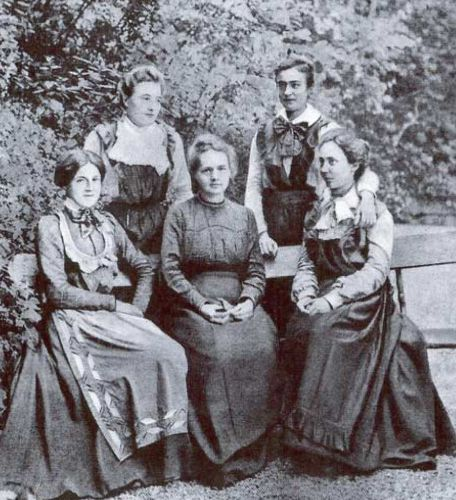
Mme. Curie und 4 Studentinnen. Stehend: Marthe Baillaud (Nichte von Jules Tannery) und Anna Cartan (Schwester von Élie Cartan). Sitzend (vlnr): Madeleine, Marie Curie und Eugénie Cotton

Eugénie Cotton war die zweite Tochter von Eugène Feytis, der wie sein Vater und seine Brüder von Beruf Seiler war, und Emilie Menant, die einen von ihren Eltern ererbten Tabakladen führte. Sie hatte eine ältere Schwester, Amélie, die noch in ihrer Schulzeit starb, im Jahr 1896. Die 1886 geborene Marie starb nur wenige Stunden nach ihrer Geburt, ebenso wie der 1887 geborene Bruder Ferdinand.
Eugénie Cotton besuchte in Niort das Lyzeum und studierte von 1901 bis 1903 Physik bei Marie Curie an der École Normale Supérieure de jeunes filles, Sèvres. Pierre Curie soll ihr in dieser Zeit das Fahrradfahren beigebracht haben, und gelegentlich passte sie auf die Töchter des Ehepaars auf, Ève Curie und Irène Joliot-Curie. 1904 erhielt sie die Zulassung als Lehrerin an Höheren Schulen und unterrichtete ab 1905 am Collége de Poitiers, durch die Einflussnahme Marie Curies gelang ihr jedoch schon bald die Rückkehr als Lehrerin an ihre Alma Mater in Sèvres. Gleichzeitig begann sie ein Studium in Physik und Chemie an der Sorbonne, das sie erst 20 Jahre später mit der Promotion beenden sollte.
Bei einer Demonstration des Ultramikroskops in der Physikalischen Gesellschaft in Paris in den Osterferien des Jahres 1905 lernte sie den zwölf Jahre älteren Physiker Aimé Cotton kennen. Das Paar heiratete am 5. August 1913 in Paris. Nur wenige Tage vor dem Ausbruch des Ersten Weltkrieges wurde ihr erstes Kind geboren. Das zweite Kind, Paul, starb nur zwei Tage nach seiner zu frühen Geburt im Februar 1916 an Lungenentzündung. 1917 kam die Tochter Amélie (Minnie) auf die Welt, die im Alter von 9 Jahren im Jahr 1926 an einer Blinddarmentzündung starb, und 1919 Jeannette.
Sie promovierte schließlich 1925, im Alter von 44 Jahren, und wurde anschließend Studienleiterin am Centre national de la recherche scientifique (CNRS), dem staatlichen französischen Zentrum für wissenschaftliche Forschung. 1941 verfügte die Vichy-Regierung ihren vorzeitigen Ruhestand.
Eugénie Cotton gehörte 1945 zu den Gründerinnen der Union der Französischen Frauen und übernahm den Vorsitz dieser Frauenorganisation. Im gleichen Jahr, am 1. Dezember 1945, wurde sie auf dem Gründungskongress der Internationalen Demokratischen Frauenföderation (IDFF) zur Präsidentin gewählt und übte diese Funktion bis zu ihrem Tod aus.

## Preise und Auszeichnungen

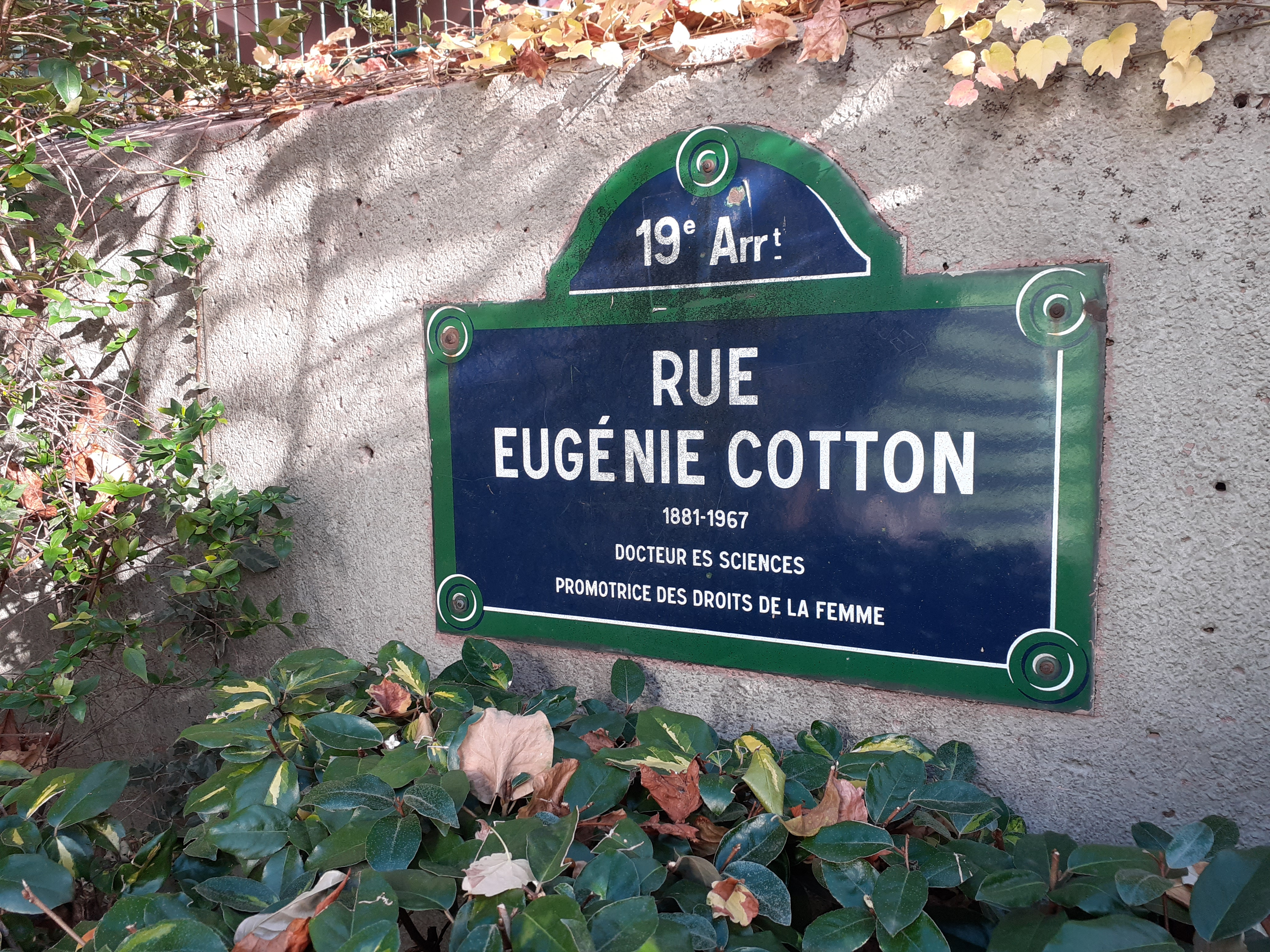
Rue Eugenie Cotton in Paris

Im April 1951 erhielt Cotton für ihr Eintreten für Frauenrechte den Stalin-Friedenspreis. Sie wurde zum Ritter der Ehrenlegion ernannt und erhielt 1961 die Goldmedaille des Weltfriedensrates.
Nach ihrem Tod wurden mehrere Grundschulen in der Region Paris nach ihr benannt, so in Paris, Sèvres, Champigny-sur-Marne, Nanterre, Vitry-sur-Seine, Bonneuil-sur-Marne oder Rosny-sous-bois. Es gibt auch einen Eugénie-Cotton-Kindergarten in Brétigny-sur-Orge, in Choisy-le-Roi, in Trappes und eine Schule in der Bretagne, in Lanester, sowie an der Aube in Romilly-sur-Seine und im Departement Moselle in Talange.
Nach ihr wurden auch ein Gymnasium in Argenteuil und in Montreuil, eine Straße im 19. Arrondissement von Paris, eine Straße in Saint-Herblain am Stadtrand von Nantes, eine Straße in Le Havre sowie eine Krippe in Morsang-sur-Orge im Departement Essonne benannt.
1985 wurde ein Venuskrater (Cotton) nach ihr benannt.

## Bildliche Darstellung Eugénie Cottons
Darstellung in der bildenden Kunst
- André Fougeron (1913–1998): Eugénie Cotton (1954, Öl, 46 × 33 cm)[5]

Fotografische Darstellung
- Roger und Renate Rössing: Jean Frédéric Joliot-Curie mit Eugénie Cotton (1952)[6]

## Publikationen
- Recherches sur les sels paramagnétiques. Masson et Cie, Paris 1925. (Dissertation)
- Les Curie et la radioactivité. P. Seghers, Paris 1963.
- Aimé Cotton, l’optique et la magneto-optique. Éditions Seghers, Paris 1967.